# Bill Haslam
William Edward (Bill) Haslam (Knoxville (Tennessee), 23 augustus 1958) is een Amerikaans ondernemer en politicus van de Republikeinse Partij. Tussen 2011 en 2019 was hij gouverneur van de Amerikaanse staat Tennessee. Daarvoor was hij zeven jaar de burgemeester van zijn geboortestad Knoxville.